# GOOD FOR THE PLANET
『GOOD FOR THE PLANET』は日本テレビで2021年から年一回、5月下旬から6月初旬まで放送されている企画。略称は『グップラ』。

## 概要
日本テレビ系列では2020年度までは『ゴールデンまなびウィーク』を放送していたが、2020年をもって終了。2021年からSDGsを中心とした企画を編成することになった。なおこれまでの『ゴールデンまなびウィーク』まではゴールデンウィーク期間に編成されていたが当企画から5月下旬に移動された。『グップラパーソナリティ』としてTOKIOを起用し、同局のアナウンサーは水卜麻美と黒田みゆを起用。グップラサポーターは毎年変動されていた。
当企画が開始してからは同局の『ZIP!』などの番組でSDGsを扱う場合は『グップラ』の名称を使用している。

## 出演者
グップラパーソナリティ
- TOKIO（2023年まで）

グップラサポーター
日本テレビアナウンサー
- 水卜麻美（日本テレビアナウンサー）
- 黒田みゆ（日本テレビアナウンサー）